# Adila Laïdi-Hanieh
Adila Laïdi-Hanieh (arabe : عادلة العايْدي-هَنِيَّة) est une historienne de l’art algéro-palestinienne et directrice de musée, qui a dirigé le Centre Culturel Khalil Sakakini (en) et le musée palestinien. Elle a reçu l'ordre national du Mérite.

## Biographie

### Jeunesse et formation
Née à Alger Laïdi-Hanieh est la fille d'Ahmed Laïdi, haut fonctionnaire algérien et ancien ambassadeur en Espagne, en Jordanie, au Royaume-Uni et au Mexique. Sa mère est la romancière algérienne Aïcha Lemsine.  
Adolescente en Jordanie, elle prend des cours de dessin et de peinture avec l'artiste Fahrelnissa Zeid, et participe à l'exposition « Fahrelnissa et son Institut » qui se tient en 1981 à Qasr al Thaqafa - Amman et qui présente des œuvres de Fahrelnissa Zeid et des étudiantes de son Institut. Elle a ensuite écrit une biographie sur la peintre, qui a été publiée en 2017,.  
Laïdi-Hanieh a étudié à l'université de Georgetown pour son master et à l'université George-Mason pour son doctorat,. Elle a également étudié à l'Institut d'études politiques de Paris, où elle a obtenu un Certificat d'études politiques.

### Carrière
Nommé en 1996, Laïdi-Hanieh a été le premier directeur du Centre culturel Khalil Sakakini, qu’elle quittera ensuite en 2005. En 1997, elle a initié et dirigé la transformation du centre gouvernemental, créé par le ministère palestinien de la culture dans une demeure en pierre de taille rénovée à l’architecture vernaculaire des années 1920, en une organisation non gouvernementale dotée d'un conseil d'administration et d'une assemblée générale. Laïdi-Hanieh s'est concentrée sur le développement de la scène locale des arts visuels et sur sa transition vers l'art conceptuel et contemporain en organisant des dizaines d'expositions individuelles annuelles pour de jeunes artistes, y compris de Gaza, en organisant des académies d'été pour de jeunes artistes et en promouvant leur travail par la publication de catalogues d'exposition réguliers. À ce titre, le Centre Sakakini a mené le premier programme de médiation pédagogique envers de jeunes visiteurs des villes, et des camps de refugies. Pendant son mandat, le Sakakini a été le principal lieu culturel public de Cisjordanie, accueillant un programme régulier de concerts, de conférences publiques, de publications, de projections de films et de débats, et lançant des sites web sur la culture palestinienne,. Le poète national palestinien Mahmoud Darwish disposa d'un bureau au Sakakini pendant la même période et y organisa fréquemment des événements publics,.
Elle joua également un rôle actif sur la scène artistique arabe et devint présidente du conseil artistique de l'organisation culturelle panarabe non gouvernementale Cultural Resource (Al-Mawred) en 2003, membre fondateur du conseil d'administration du Fonds arabe pour les arts et la culture (en) (AFAC) en 2007, et membre du conseil consultatif de la Fondation Darat Al Funun Art (ar),.
De 2006 à 2008, elle a enseigné l'histoire intellectuelle arabe et l'histoire de l'art à l'université de Birzeit. Décrite en 2009 en tant que critique culturel dans le Jerusalem Quarterly, elle a participé à de nombreuses conférences et publié de nombreux essais sur la culture arabe et les arts visuels palestiniens, en plusieurs langues,,,.   
En 2006-2008, elle est conseiller artistique de la saison culturelle palestinienne dans la région belge de Wallonie « Masarat »,. Elle a conçu et édité le livre Palestine. Rien ne nous manque ici,, la première anthologie culturelle contemporaine multidisciplinaire sur la Palestine. L'ouvrage présente des essais originaux de romanciers, poètes et universitaires palestiniens, européens, arabes et japonais, ainsi que des œuvres d'art et des photographies d'artistes palestiniens et européens tels que Mahmoud Darwish, Satoshi Ukai (ja), Francis Mertens, Mona Hatoum, Marc Trivier, Mahmoud Shqeir, Mourid Barghouti, Hany Abu Assad, Jacques Sojcher, Ahlam Shibli, John Berger, Faysal Darraj (en), Els Opsomer, etc,.  
Elle a obtenu son doctorat à l'université George-Mason en 2015, concentrant sa thèse et sa bourse postdoctorale du Conseil arabe pour les sciences sociales sur les pratiques culturelles palestiniennes contemporaines : littérature, arts visuels et cinéma. Son approche théorique a analysé le mode d'articulation du politique et de l'esthétique, dans le cadre d'une approche critique et transdisciplinaire des études culturelles englobant le troisième cinéma, les régimes esthétiques, etc,. Historienne de l'art palestinien, elle publie des essais de référence,.  

#### Biographie de Fahrelnissa Zeid
En préparation des rétrospectives de l'artiste Fahrelnissa Zeid prévues en 2017 au Tate Modern et à la Deutsche Bank Kunst Halle (de), Adila Laïdi-Hanieh a obtenu de la famille de l'artiste en 2016 l'accès à ses archives privées, pour écrire sa biographie. Publié en juin 2017 sous le titre de Fahrelnissa Zeid Painter of Inner Worlds le livre reconstitue la vie et la carrière de l'artiste, présente une nouvelle interprétation de son œuvre et démonte le mythe de son influence par les arts islamiques et byzantins. Il fournit un compte-rendu révisionniste et définitif de sa vie et de l'innovation et de la réinvention qui ont caractérisé sa carrière à Istanbul, Londres et Paris, jusqu'à ses dernières décennies de travail et d'enseignement en Jordanie. Il redéfinit Fahrelnissa Zeid comme une importante moderniste du XXe siècle en mettant l'accent sur sa connaissance de la culture européenne, sur l'évolution de son état mental et en remettant en question les interprétations orientalistes de son art.
Le livre a été accueilli favorablement. Harper's Bazaar Arabia a noté « l'élégance, la recherche minutieuse et la redéfinition de Zeid en tant que peintre moderniste de premier plan ». New York magazine loue son rôle dans « la prise de conscience collective du travail de Zeid ». Le magazine Cornucopia (en) l'a décrit comme « complet et minutieusement documenté », suggérant qu'il s'agit d'un livre qui mérite d'être lu et relu. Third Text considère qu'il s'agit d'une « contribution opportune et indispensable à l'étude des histoires de l'art féministes transnationales ».
Le livre fut traduit en turc en 2018. Laïdi-Hanieh continue à publier régulièrement sur l'artiste et à fournir une expertise sur ses peintures,.

#### Travail en musée

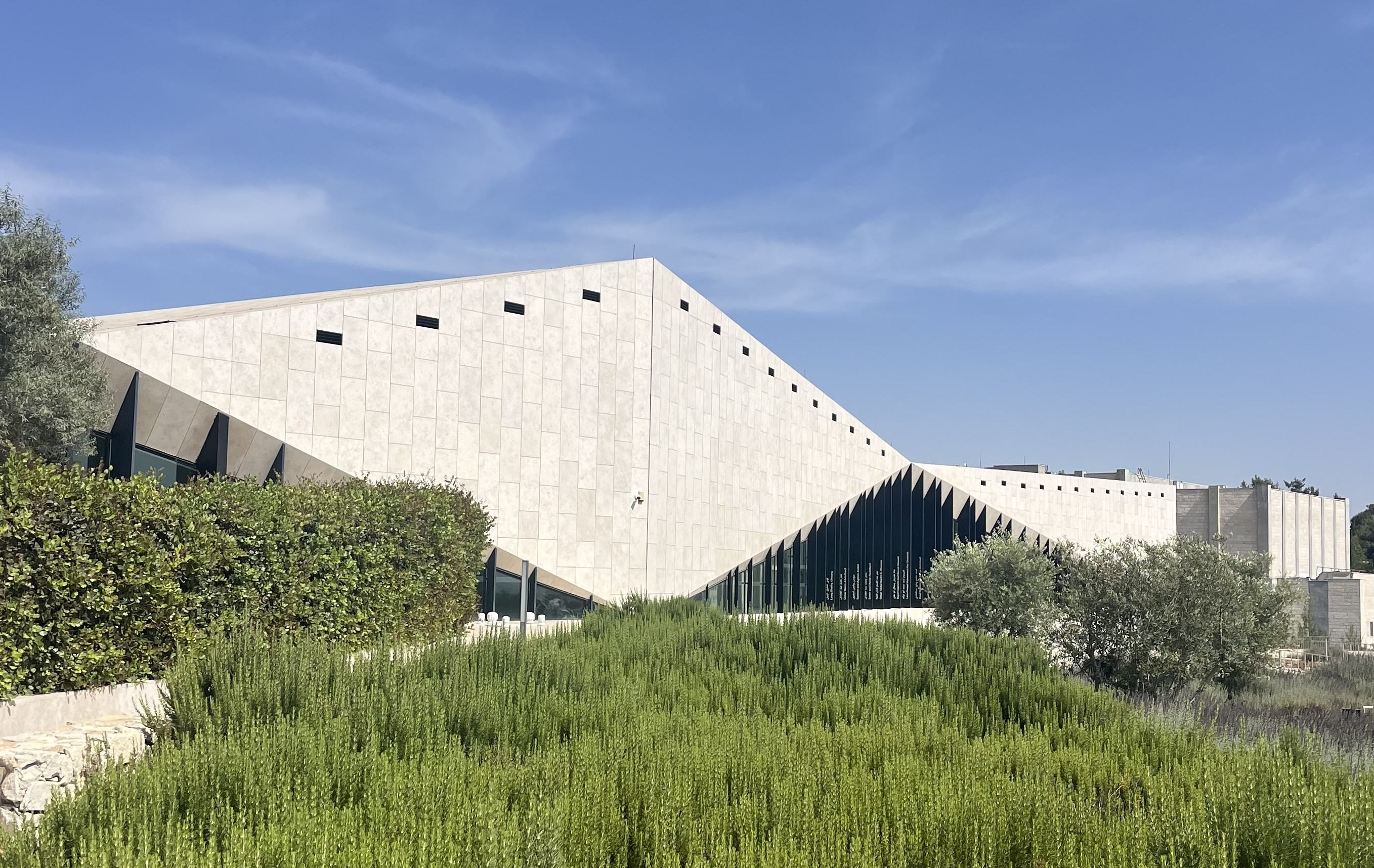
Musée palestinien

En septembre 2018, elle a été nommée directrice du Musée palestinien,. Elle est la quatrième directrice du musée, succédant à Mahmoud Hawari (en), qui a occupé ce poste de 2016 à 2018.
Laïdi-Hanieh a été chargée, pour la première fois après l'ouverture du musée en 2016, d'élaborer un programme d'expositions pour les années à venir et de développer une stratégie de programmation sur cinq ans. Dès sa nomination, elle a redéfini la mission principale du musée comme étant de créer des « expériences de connaissances émancipatrices » pour ses visiteurs, de Palestine et du monde entier. Sous sa direction, le musée s'est vu décerner le prix Aga Khan d'architecture en 2019. Pendant la pandémie de Covid-19, elle lance le programme d'engagement numérique du musée,,.
Laïdi-Hanieh s'est concentrée sur le développement du musée palestinien en renforçant ses structures internes, en doublant les collections permanentes, en créant de nouvelles installations de gestion des collections, en encourageant les collaborations internationales, en soutenant la recherche universitaire et en lançant le premier site web muséal arabe pour les enfants en 2023, en coopération avec la France,,,,.
En 2022, la plateforme culturelle en ligne BlooLoop l'a reconnue comme l'un des « Power 10 » influenceurs de musées dans sa liste de 50 personnes clés dans le développement des musées d'aujourd'hui. En 2023, le gouvernement français lui décerne la médaille de l'ordre national du Mérite « en reconnaissance des efforts de Laïdi-Hanieh pour promouvoir et préserver la culture palestinienne, renforcer son caractère démocratique dans des circonstances difficiles, et renforcer la coopération entre le musée palestinien et les musées français ». Elle a quitté son poste de directrice en août 2023.

## Décorations
- Ordre national du Mérite[37],[45]

## Publications
- 2006 : Le Centre Khalil-Sakakini de Ramallah, l'histoire mouvementée d'un centre culturel, Paris : Revue d'études palestiniennes no 99
- 2008 : Palestine : Rien ne nous manque ici, Paris : Éditions Cercle d’Art & Bruxelles : Revue Ah ! /Université Libre de Belgique.  (ISBN 9782702208854)
- 2008 : Inventer un Geste, L’Art Palestinien entre Modernité et Contemporanéité. L’Art-Même, 3(40), 4-7
- 2017 : Fahrelnissa Zeid, Painter of Inner Worlds, Art/Books   (ISBN 1908970316), 9781908970312.
- 2018 : Fahrelnissa Zeid: İç Dünyaların Ressamı, Istanbul: Dirimart & RES.)  (ISBN 6055815494), 9786055815493.